# Jacques Aveline
Pour les articles homonymes, voir Aveline.
Jacques Aveline, de son vrai nom Louis Georges Vacher, né le 3 juin 1920 à Châtillon-Coligny (Loiret) et mort le 3 avril 2013 dans le 5e arrondissement de Paris, est un acteur et metteur en scène français, élève de Charles Dullin.

## Filmographie

### Cinéma
- 1961 : Un mariage sous Louis XV, de Guy Lessertisseur
- 1973 : Nuits rouges, de Georges Franju
- 1999 : Le Plus Beau Pays du monde de Marcel Bluwal

### Télévision
- 1971 : Le Voyageur des siècles, de Jean Dréville
- 1973 : Vidocq et l’archange, de Marcel Bluwal
- 1973 : L'Homme sans visage de Georges Franju
- 1973 : La Ligne de démarcation - épisode 1 : Raymond, (série télévisée) : Dupuis
- 1976 : Le Provocateur, de Bernard Toublanc-Michel
- 1988 : Les Enquêtes du commissaire Maigret : La morte qui assassina de Youri
- 1991 : Billy, de Marcel Bluwal
- 1991 : Les Ritals, de Marcel Bluwal

## Doublage

### Cinéma

#### Films
- Burt Kwouk dans (5 films) :
  - Le Retour de la Panthère rose (1975) : Cato Fong
  - Quand la Panthère rose s'emmêle (1976) : Cato Fong
  - La Malédiction de la Panthère rose (1978) : Cato Fong
  - À la recherche de la Panthère rose (1982) : Cato Fong
  - Le Fils de la Panthère rose (1993) : Cato Fong
- 1964 : La flotte se mouille : Fuji Kobiaji (Yoshio Yoda)
- 1972 : La Fureur du dragon : le Boss (Jon T. Benn) (1er doublage)
- 1974 : L'Homme au pistolet d'or : lieutenant Hip (Soon-Tek Oh)
- 1975 : Le Tigre de papier : Pathet (Erik Soh)

## Télévisées

### Séries télévisées
- Dynastie, saison 2
- Côte ouest, saison 10

## Théâtre

### Acteur
- 1950 : George Dandin de Molière, mise en scène Maurice Jacquemont, Centre dramatique de l'Ouest
- 1955 : Le Scieur de long de Marcel Moussy, Théâtre du Tertre
- 1961 : Arden de Feversham, adaptation d'Yves Jamiaque, mise en scène Bernard Jenny, Théâtre du Vieux-Colombier
- 1988 : César de Marcel Pagnol
- 1988 : L'étranger d'Albert Camus

### Metteur en scène
- Molière : L’Avare
- Labiche : Le Voyage de monsieur Perrichon,   La Station Champbaudet